# Ziegelei der römischen Kaiserzeit (Burgadelzhausen)
Die Funde einer Ziegelei der römischen Kaiserzeit auf der Gemarkung Burgadelzhausen, einem Gemeindeteil von Adelzhausen im schwäbischen Landkreis Aichach-Friedberg in Bayern, wurden circa 450 Meter nordwestlich der katholischen Filialkirche St. Sebastian von Landmannsdorf entdeckt. Die Fundstreuung aus der römischen Kaiserzeit ist als Bodendenkmal mit der Nr. D-7-7632-0072 geschützt.
Auf einem ostwärts geneigten Sporn zwischen zwei Quellflüssen der Ecknach wurden Mitte der 1980er Jahre zahlreiche Bruchstücke römischer Leistenziegel gefunden. Fehlbrände und Bodenrötungen weisen auf Ziegelbrennöfen hin.